# Euro Beach Soccer League 2001
L'Euro Beach Soccer League 2001 è la 4ª edizione di questo torneo.

## Calendario
| Data          | Paese                  | Città      | Stage            |
| ------------- | ---------------------- | ---------- | ---------------- |
| 1-3 giugno    | Irlanda (bandiera)     | Dublino    | Gruppo B stage 1 |
| 15-17 giugno  | Portogallo (bandiera)  | Carcavelos | Gruppo B stage 2 |
| 22-24 giugno  | Inghilterra (bandiera) | Londra     | Gruppo A stage 1 |
| 5-8 luglio    | Francia (bandiera)     | Marsiglia  | Gruppo A stage 2 |
| 3-5 agosto    | Spagna (bandiera)      | Malaga     | Gruppo A stage 3 |
| 24-26 agosto  | Italia (bandiera)      | Riccione   | Gruppo B stage 3 |
| 1-2 settembre | Monaco (bandiera)      | Montecarlo | Finali           |

## Squadre partecipanti

### Gruppo A
- Francia
- Inghilterra
- Svizzera
- Spagna

### Gruppo B
- Portogallo
- Germania
- Irlanda
- Italia

## Formato
L’edizione 2001 della competizione prevede 8 nazionali partecipanti divise in due gruppi.
Ogni gruppo affronterà 3 stage con gironi all’italiana di sola andata per stabilire una classifica generale di ognuno dei gruppi.
Le prime due classificate di ogni gruppo accedono alle semifinali per il titolo.

## Gruppo A

### Stage 1
| Pos | Team        | G | V | V+ | P | GF | GS | +/- | P |
| --- | ----------- | - | - | -- | - | -- | -- | --- | - |
| 1   | Spagna      | 3 | 2 | 1  | 0 | 21 | 15 | +6  | 8 |
| 2   | Francia     | 3 | 2 | 0  | 1 | 23 | 12 | +11 | 6 |
| 3   | Inghilterra | 3 | 1 | 0  | 2 | 13 | 22 | –9  | 3 |
| 4   | Svizzera    | 3 | 0 | 0  | 3 | 13 | 21 | –8  | 0 |

| Squadra 1   | Risultato     | Squadra 2   |
| ----------- | ------------- | ----------- |
| Inghilterra | 8-6           | Svizzera    |
| Spagna      | 9-6           | Francia     |
| Spagna      | 6-3           | Inghilterra |
| Francia     | 7-1           | Svizzera    |
| Francia     | 10-2          | Inghilterra |
| Spagna      | 6-6 (1-0 dcr) | Svizzera    |

### Stage 2
| Pos | Team        | G | V | V+ | P | GF | GS | +/- | P |
| --- | ----------- | - | - | -- | - | -- | -- | --- | - |
| 1   | Spagna      | 3 | 3 | 0  | 0 | 26 | 12 | +14 | 9 |
| 2   | Francia     | 3 | 2 | 0  | 1 | 27 | 14 | +13 | 6 |
| 3   | Svizzera    | 3 | 1 | 0  | 2 | 13 | 17 | –4  | 3 |
| 4   | Inghilterra | 3 | 0 | 0  | 3 | 13 | 36 | –23 | 0 |

| Squadra 1 | Risultato | Squadra 2   |
| --------- | --------- | ----------- |
| Francia   | 6-4       | Svizzera    |
| Spagna    | 13-5      | Inghilterra |
| Francia   | 15-3      | Inghilterra |
| Spagna    | 6-1       | Svizzera    |
| Spagna    | 7-6       | Francia     |
| Svizzera  | 8-5       | Inghilterra |

### Stage 3
| Pos | Team        | G | V | V+ | P | GF | GS | +/- | P |
| --- | ----------- | - | - | -- | - | -- | -- | --- | - |
| 1   | Spagna      | 3 | 3 | 0  | 0 | 23 | 7  | +16 | 9 |
| 2   | Francia     | 3 | 2 | 0  | 1 | 26 | 15 | +11 | 6 |
| 3   | Inghilterra | 3 | 0 | 1  | 2 | 11 | 29 | –18 | 2 |
| 4   | Svizzera    | 3 | 0 | 0  | 3 | 10 | 19 | –9  | 0 |

| Squadra 1   | Risultato | Squadra 2   |
| ----------- | --------- | ----------- |
| Francia     | 8-3       | Svizzera    |
| Spagna      | 11-0      | Inghilterra |
| Francia     | 13-5      | Inghilterra |
| Spagna      | 5-2       | Svizzera    |
| Inghilterra | 6-5 dts   | Svizzera    |
| Spagna      | 7-5       | Francia     |

### Classifica generale
| Pos | Team        | G | V | V+ | P | GF | GS | +/- | P  | Qualificazione              |
| --- | ----------- | - | - | -- | - | -- | -- | --- | -- | --------------------------- |
| 1   | Spagna      | 9 | 8 | 1  | 0 | 70 | 34 | +36 | 26 | Qualificate alle semifinali |
| 2   | Francia     | 9 | 6 | 0  | 3 | 76 | 41 | +35 | 18 | Qualificate alle semifinali |
| 3   | Inghilterra | 9 | 1 | 1  | 7 | 37 | 87 | –50 | 5  |                             |
| 4   | Svizzera    | 9 | 1 | 0  | 8 | 36 | 57 | –21 | 3  |                             |

## Gruppo B

### Stage 1
| Pos | Team       | G | V | V+ | P | GF | GS | +/- | P |
| --- | ---------- | - | - | -- | - | -- | -- | --- | - |
| 1   | Portogallo | 3 | 3 | 0  | 0 | 16 | 5  | +11 | 9 |
| 2   | Italia     | 3 | 1 | 1  | 1 | 13 | 13 | 0   | 5 |
| 3   | Germania   | 3 | 1 | 0  | 2 | 11 | 11 | 0   | 3 |
| 4   | Irlanda    | 3 | 0 | 0  | 3 | 9  | 20 | –11 | 0 |

| Squadra 1  | Risultato     | Squadra 2 |
| ---------- | ------------- | --------- |
| Portogallo | 8-1           | Irlanda   |
| Italia     | 4-4 (2-1 dcr) | Germania  |
| Italia     | 6-4           | Irlanda   |
| Portogallo | 3-1           | Germania  |
| Germania   | 6-4           | Irlanda   |
| Portogallo | 5-3           | Italia    |

### Stage 2
| Pos | Team       | G | V | V+ | P | GF | GS | +/- | P |
| --- | ---------- | - | - | -- | - | -- | -- | --- | - |
| 1   | Portogallo | 3 | 3 | 0  | 0 | 19 | 5  | +14 | 9 |
| 2   | Italia     | 3 | 2 | 0  | 1 | 13 | 12 | +1  | 6 |
| 3   | Germania   | 3 | 1 | 0  | 2 | 14 | 16 | –2  | 3 |
| 4   | Irlanda    | 3 | 0 | 0  | 3 | 5  | 18 | –13 | 0 |

| Squadra 1  | Risultato | Squadra 2 |
| ---------- | --------- | --------- |
| Italia     | 6-5       | Germania  |
| Portogallo | 6-1       | Irlanda   |
| Italia     | 4-1       | Irlanda   |
| Portogallo | 7-1       | Germania  |
| Germania   | 8-3       | Irlanda   |
| Portogallo | 6-3       | Italia    |

### Stage 3
| Pos | Team       | G | V | V+ | P | GF | GS | +/- | P |
| --- | ---------- | - | - | -- | - | -- | -- | --- | - |
| 1   | Portogallo | 3 | 3 | 0  | 0 | 41 | 7  | +34 | 9 |
| 2   | Italia     | 3 | 2 | 0  | 1 | 20 | 16 | +4  | 6 |
| 3   | Germania   | 3 | 1 | 0  | 2 | 10 | 15 | –5  | 3 |
| 4   | Irlanda    | 3 | 0 | 0  | 3 | 4  | 37 | –33 | 0 |

| Squadra 1  | Risultato | Squadra 2 |
| ---------- | --------- | --------- |
| Italia     | 10-0      | Irlanda   |
| Portogallo | 7-1       | Germania  |
| Italia     | 5-4       | Germania  |
| Portogallo | 22-1      | Irlanda   |
| Germania   | 5-3       | Irlanda   |
| Portogallo | 12-5      | Italia    |

### Classifica generale
| Pos | Team       | G | V | V+ | P | GF | GS | +/- | P  | Qualificazione                |
| --- | ---------- | - | - | -- | - | -- | -- | --- | -- | ----------------------------- |
| 1   | Portogallo | 9 | 9 | 0  | 0 | 76 | 17 | +59 | 27 | Qualificate per le semifinali |
| 2   | Italia     | 9 | 5 | 1  | 3 | 46 | 41 | +5  | 17 | Qualificate per le semifinali |
| 3   | Germania   | 9 | 3 | 0  | 6 | 35 | 42 | –7  | 9  |                               |
| 4   | Irlanda    | 9 | 0 | 0  | 9 | 18 | 75 | –57 | 0  |                               |

## Finali

### Squadre qualificate
| Pos. | Squadre    | Divisione | Turno di ingresso |
| ---- | ---------- | --------- | ----------------- |
| 1    | Spagna     | A         | Semifinali        |
| 2    | Francia    | A         | Semifinali        |
| 3    | Portogallo | B         | Semifinali        |
| 4    | Italia     | B         | Semifinali        |

### Semifinali
| Squadra 1  | Risultato | Squadra 2 |
| ---------- | --------- | --------- |
| Spagna     | 8-4       | Italia    |
| Portogallo | 8-6       | Francia   |

### Finali

#### 3º-4º posto
| Squadra 1 | Risultato | Squadra 2 |
| --------- | --------- | --------- |
| Italia    | 9-7       | Francia   |

#### Finale
| Squadra 1 | Risultato | Squadra 2  |
| --------- | --------- | ---------- |
| Spagna    | 3-2       | Portogallo |

## Classifica Finale
| Pos | Team       |
| --- | ---------- |
| 1   | Spagna     |
| 2   | Portogallo |
| 3   | Italia     |
| 4   | Francia    |